# Mesoprionus persicus
Mesoprionus persicus är en skalbaggsart som först beskrevs av Ludwig Redtenbacher 1850.  Mesoprionus persicus ingår i släktet Mesoprionus och familjen långhorningar.
Artens utbredningsområde är Iran. Inga underarter finns listade i Catalogue of Life.